# Thet Shine Naung
Thet Shine Naung (* 2. April 1993) ist ein myanmarischer Fußballspieler.

## Karriere
Thet Shine Naung stand bis Ende 2015 beim Yadanarbon FC unter Vertrag. Der Verein aus Mandalay spielte in der ersten Liga, der Myanmar National League. 2015 feierte er mit dem Klub die Vizemeisterschaft. Wo er von 2016 bis 2018 unter Vertrag stand, ist unbekannt. 2019 wurde er wieder von Yadanarbon verpflichtet.